# 自然-綜述神經科學
《自然-綜述神經科學》（英文：Nature Reviews Neuroscience）是一本涵蓋神經科學的評論期刊。它於2000年推出，由施普林格·自然的子公司自然出版集團出版。
《自然-綜述神經科學》被ISI索引，截至2018年影響因子為33.162，在“神經科學”類別中排名第一。

## 外部連結
- 官方网站